# TVP Parlament

TVP Parlament é um canal de internet polonês. É administrado pela emissora pública TVP e oferece cobertura da política polonesa.